# El hombre, la hembra y el hambre
El hombre, la hembra y el hambre es una novela de la escritora cubana Daína Chaviano, con la que su autora obtuvo el Premio Azorín de Novela en 1998. Publicada por la editorial Planeta ese mismo año, es la primera obra literaria de alcance universal que retrata el mundo de las «jineteras» (prostitutas) surgidas en esa isla durante la década de 1980. Después de su publicación surgieron otras en torno al tema, pero ninguna ha tenido el impacto de esta. 
La trama narra la vida de varios jóvenes que han abandonado sus respectivas profesiones universitarias para ejercer oficios de menor categoría que les permiten sobrevivir en una sociedad donde los valores sociales y morales se han invertido, producto del desastre económico provocado por el gobierno de Fidel Castro. 
Pese a su trasfondo sociopolítico, la obra se desarrolla en un ambiente casi gótico, muy alejado del panfletarismo de obras posteriores sobre el tema, escritas por otros autores. Su protagonista Claudia —una joven licenciada en Historia del Arte, cuyas circunstancias económicas la han llevado a la prostitución— es capaz de tener visiones de otras épocas y de comunicarse con tres espíritus que le salen al paso en ciertos momentos de su vida para advertir, amenazar o indicar pautas sobre su conducta. Cada una de estas tres entidades representa el legado de las etnias que conforman la nación cubana, con lo cual se introduce un fuerte elemento de reflexión sobre la psicología social cubana y, al mismo tiempo, sobre la persistencia de la espiritualidad en el ser humano. 
El enfático componente mágico-espiritual, una prosa extremadamente poética, la cuidadosa estructura y un agudo análisis psicológico y social de la sociedad cubana de los años 1990 la han convertido en una obra fundamental de la literatura cubana contemporánea. El hombre, la hembra y el hambre se incluye en programas de estudios y es objeto de numerosas tesis doctorales en decenas de universidades de Estados Unidos y otros países de Europa y América.
La novela está dedicada a Hildegarda von Bingen, una abadesa mística alemana que vivió hace casi mil años, cuyo espíritu impregna la obra de misticismo y cuya figura juega un papel fundamental en la trama, donde se comenta la vida mística de Hildegarda y sus aportes musicales.
Se le considera "un libro necesario para entender el proceso histórico de Cuba en los años 90 del siglo pasado".